# そのままの君が好き
「そのままの君が好き」（そのままのきみがすき）は、1992年7月24日に発売された小田和正通算9作目のシングル。発売元はファンハウス。

## 解説
アルバム『MY HOME TOWN』にも収録されているが、シングル・ヴァージョンでは、小田の所属事務所のスタッフ、アルバム・ヴァージョンはアメリカのスタジオ・ミュージシャンがコーラスを務めており、収録時間もシングルが5分46秒、アルバムが6分7秒(これはアルバム制作に際してイントロが新たに付けられたことから）とアルバム・ヴァージョンの方が長い。
なお、シングル・アルバム共通で佐藤竹善がコーラスで参加しており、シングル・ヴァージョンのトラックダウンはアメリカ・ナッシュビルで行っている（アルバム・ヴァージョンのトラックダウンはロサンゼルスで行っている）。

## 収録曲
1. そのままの君が好き
作詞・作曲・編曲:小田和正
東映アニメ映画『走れメロス』テーマソング
2. ライサのテーマ
作曲・編曲:小田和正
3. MEDLEY
ROCKCLIMBING～デオニヒウム三世のテーマ～WEDDING～CONFESSION～BATTLE FIELD～LAST RUN～メロスとセリネのテーマ
作曲・編曲:小田和正